# حوزه انتخابیه اول آلاباما
حوزه انتخابیه اول آلاباما یک حوزه انتخابیه مجلس نمایندگان آمریکا است که در ایالت آلاباما قرار دارد.